# Croce di san Pietro

La croce di San Pietro è una croce latina capovolta.

La Croce di San Pietro (conosciuta anche come Croce di Pietro) è una croce latina capovolta.

## Nella cristianità

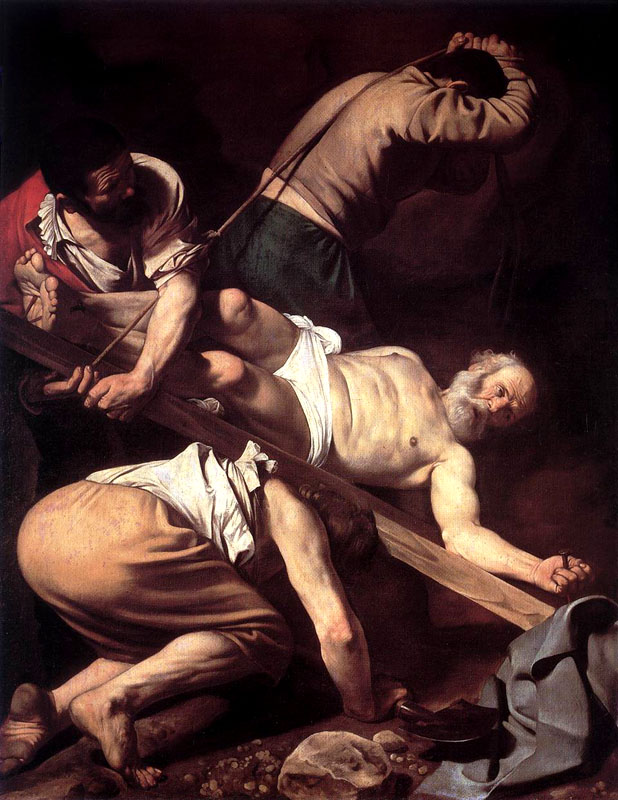
Crocifissione di San Pietro, Caravaggio (1600-1601), Basilica di Santa Maria del Popolo, Roma.

L'origine di questo simbolo viene dalla tradizione cristiana di San Pietro che fu crocefisso a testa in giù, come detto da Origene di Alessandria. Si crede che Pietro chiese questa forma di crocefissione perché non si sentiva degno di essere crocefisso nello stesso modo di Gesù. Allo stesso modo, alcuni cattolici usano questo simbolo come segno di umiltà e indegnità di essere paragonati a Gesù.
Secondo la Chiesa cattolica, il Papa è il successore di San Pietro come Vescovo di Roma, pertanto, il papato è spesso rappresentato da simboli che vengono utilizzati anche per rappresentare San Pietro. Un esempio è lo stemma del papato, le chiavi del Regno dei Cieli, o la stessa Croce di San Pietro. Durante la visita in Israele, Papa Giovanni Paolo II si sedette su una sedia con la croce di San Pietro intagliata nella parte posteriore.
La croce capovolta è anche un tradizionale simbolo usato dalla Chiesa ortodossa, oltre che da altre correnti cristiane diverse da quella cattolica. Durante il processo di cristianizzazione della Scandinavia, si diffuse tra i popoli vichinghi l'uso della croce rovesciata (oggi detta in molte lingue nordiche "croce del lupo" o "martello del lupo") come simbolo tanto della croce di Cristo quanto del martello del dio nordico Thor. Si diffuse infatti la credenza che portando quel simbolo su di sé, si sarebbe ottenuta la protezione di entrambe le divinità.

## Simbolo satanico e anti-cristiano
La croce rovesciata è associata al Satanismo poiché considerata perno delle attitudini anti-religiose: viene infatti, ormai, considerata come la rappresentazione opposta della fede cristiana. Questa croce è infatti il capovolgimento della comune croce latina simbolo della fede cristiana. È quindi divenuta molto popolare anche tra i gruppi anti-religiosi e tra molti musicisti e cultori di musica black metal e death metal. 
In molti film, come ad esempio The Exorcism of Emily Rose o Omen - Il presagio, la croce rovesciata è mostrata come il simbolo di Satana. Con lo stesso significato negativo compare diverse volte e in diverse rappresentazioni nei film di The Conjuring Universe, in cui si raccontano le storie di demoni e possessioni.
Nell'ambito di molti movimenti e associazioni culturali, filosofiche e spirituali anti-cristiane o sataniste, la croce rovesciata è considerata il vessillo contro il clero della Chiesa di Roma e l'emblema anti-papale. La croce rovesciata, in effetti, è proprio il simbolo che viene impiegato nel Satanismo tradizionale occultista (o panteista), quello che per antonomasia è definito "puro". Secondo il suo credo ed attraverso la sua liturgia, gli adepti celebrano una messa nera per onorare il loro anticristo, Satana, nome preso da Lucifero o Iblīs (nome semitico del cherubino caduto, che si trova nella Bibbia e nel Corano nelle versioni in lingua originale) dopo la cacciata dal Paradiso, assieme agli altri angeli ribelli. Infatti, questo tipo di Satanismo odia il dio del monoteismo giudaico così come il Gesù cristiano, Maometto e qualunque altro profeta. Secondo il pensiero di alcuni teologi, forse anche per rivendicare l'appartenenza della croce rovesciata, questi satanisti dovrebbero odiare l'uomo e non Dio. Essi sostengono che Lucifero partirebbe dalla creazione dell'uomo e dalla richiesta di Dio fatta a tutti gli angeli di inchinarsi e salutare questo loro nuovo fratello, Adam (che significa uomo, inteso come umano, in ebraico). Quindi, il vero nemico di Satana e quindi dei satanisti, secondo questi teologi, non sarebbe Dio, ma l'uomo, che ha portato alla rottura del rapporto idilliaco tra Dio e Lucifero; lo scopo di Satana, infatti, sarebbe sempre la tentazione dell'uomo per dimostrarne a Dio la debolezza e l'errore fatto nel dar loro la possibilità di scegliere. Pertanto, secondo questi teologi il vero simbolo impiegato dal Satanismo tradizionalista occulto dovrebbe essere la croce latina e non la croce di San Pietro, dato che questa è anche un simbolo con il quale vengono raffigurati i serafini.

## Controversie
Negli odierni ambienti cristiani un crocifisso capovolto è spesso visto come un simbolo estremamente irrispettoso e blasfemo, appunto per la sua associazione al Satanismo. La distinzione tra una croce di San Pietro ed un Crocifisso capovolto è talvolta oscurata e causa molte confusioni circa l'accettabilità del simbolo. Un esempio di questa confusione è stato per lungo tempo pubblicizzato in internet e riguarda la visita del Papa in Israele, quando come citato precedentemente, si siede su un trono con intagliata la croce di San Pietro.